# Alžírsko na Letních olympijských hrách 1984
Alžírsko se účastnilo Letní olympiády 1984 v americkém Los Angeles. Zastupovalo ho 33 mužů ve 4 sportech.

## Medailisté
| Medaile | Jméno           | Sport | Soutěž              |
| ------- | --------------- | ----- | ------------------- |
| Bronz   | Mustapha Moussa | Box   | muži Polotěžká váha |
| Bronz   | Mohamed Zaoui   | Box   | muži Střední váha   |